# Antropologia medica
L'antropologia medica si occupa dell'impatto del sistema medico sul corpo e la psiche individuali, del rapporto tra guaritore e malato, della dimensione sociale e antropologica della salute, della malattia e della cura e di come differenti culture abbiano elaborato differenti corpora di pratiche, credenze e conoscenze intorno ai problemi esistenziali collegati alle tematiche della salute, della malattia e della cura. Si occupa, in particolare, anche dei vari approcci al problema proposti dalle medicine non europee o comunque non attinenti alla biomedicina. L'interesse non è quindi rivolto solo all'analisi delle diversità attraverso cui, secondo i luoghi, si declina l'approccio al problema salute-malattia-cura-guarigione, ma anche allo studio dei processi sociali e delle rappresentazioni simboliche con cui tali problematiche sono incorporate nei sistemi cognitivi. Essa utilizza i metodi dell'antropologia e delle scienze sociali per affrontare le questioni della salute e della malattia, della guarigione e dei sistemi di cura. Gli specialisti di questa disciplina sono al tempo stesso antropologi o addetti alle cure (infermieri, medici, psicologi) che hanno ricevuto, in via secondaria, una formazione antropologica.
Si parla di Antropologia medica anche a proposito della riflessione medico-filosofica svolta a partire dagli anni Venti in Germania, da autori quali Gustav von Bergmann, Viktor von Weizsäcker e più tardi Alexander Mitscherlich. In particolare Viktor von Weizsäcker anticipa tutta una serie di questioni proprie dell'antropologia medica (e più tardi delle medical humanities) fra cui la centralità del rapporto medico paziente, la dimensione sociale della malattia, il ruolo del soggetto nello sviluppo della malattia, la reversibilità esistente tra dimensione corporea e spirituale, che rende impossibile una medicina, di stampo positivistico, concentrata esclusivamente sul lato fisico della patologia.

## Denominazioni e scuole antropologiche
Il termine "antropologia medica" è la traduzione di medical anthropology, apparso nella scuola antropologica statunitense intorno agli anni sessanta, a denominare un campo di ricerca i cui spazi andavano definendosi e precisandosi proprio nel decennio precedente, a partire dai contributi pionieristici che, già tra gli anni venti (William Halse Rivers, 1924) e i quaranta (Erwin Ackerknecht, 1942), avevano richiamato l'attenzione sulla dimensione sociale e culturale, piuttosto che biologica, delle vicende legate alla salute, alla malattia e alle cure. In un ambito europeo, accanto al termine di derivazione anglosassone, si preferisce parlare a volte, soprattutto in un contesto francese, di antropologia della malattia: si tratta di sfumature terminologiche che si riflettono anche nelle differenti sensibilità espresse dalle due principali scuole citate: quella statunitense, da un lato, più interessata, nel solco di una tradizione behaviouristica, alle condotte degli individui e della società nei confronti della malattia e quella francese, dall'altro, più orientata all'indagine sul senso della malattia.

## Antropologia della medicina e etnomedicina
A volte, con abuso di linguaggio, si usa il termine etnomedicina, il cui significato, però, è ben distinto, adattandosi a designare una pratica disciplinare che si occupa, su un terreno più marcatamente etnologico, di studiare e annotare, anche al di fuori delle grandi tradizioni scritte, i diversi sistemi di approccio locale al problema della malattia, della cura e della guarigione, soprattutto con riferimento ai grandi sistemi elaborati dalle tradizioni culturali della medicina cinese e di quella indiana. 
L'etnomedicina, in effetti, è arrivata ad occupare, negli anni ottanta, buona parte del campo di ricerca dell'antropologia medica, e continua ancora oggi ad occuparlo nelle tradizioni di alcuni paesi, come la Germania e l'Italia, in cui l'approccio antropologico ha trovato meno spazio.
Una minuziosa analisi etnologica delle pratiche mediche, su contesti fortemente ridotti localizzati, ha dato luogo in passato a una vasta produzione etnografica, spinta fino a livello di monografie focalizzate su dimensioni estremamente circoscritte, come quella dell'etnia o della singola tribù. L'effetto distorsivo di questa proliferazione è stato il consolidarsi di una riduttiva dicotomia medicina tradizionale vs. medicina biologica occidentale, che non permetteva di tenere nel giusto conto l'adattabilità e la non predeterminazione dei comportamenti messi in atto dai malati, inclini, di volta in volta, a optare per approcci differenti, coniugati tra loro in esiti sincretistici.